# Mysterious Ways
"Mysterious Ways" é uma canção da banda irlandesa de rock U2. É a oitava faixa e segundo single do álbum Achtung Baby e foi lançado como segundo single do álbum, em 24 de novembro de 1991. A música alcançou o top 10 das paradas de singles em vários países, incluindo a Irlanda, onde obteve a posição de número #1. Nos Estados Unidos, a canção chegou ao topo da Alternative Songs e Hot Mainstream Rock Tracks, e na posição de número #9 na Billboard Hot 100.
A canção começou como um improviso chamado de "Sick Puppy", com a banda só gostando da parte do baixo, que o baixista Adam Clayton tinha composto. A banda se esforçou para fazer uma música em cima disso, com o vocalista Bono e o produtor Daniel Lanois discutindo intensamente durante uma sessão da composição. O avanço da canção só veio quando o guitarrista The Edge introduziu um novo pedal de guitarra. "Mysterious Ways" traz uma batida dançante, com um gancho na guitarra funky, o uso da conga na percussão, bem como as letras místicas de Bono sobre o romance e as mulheres.
A canção recebeu elogios da crítica após o lançamento de Achtung Baby, muitos dos quais afirmaram que era uma das faixas destacadas e que melhor ilustra a evolução musical da banda no álbum. Um vídeo da música foi filmado no Marrocos e incorporando imagens distorcidas de Bono e uma dançarina do ventre. "Mysterious Ways" fez sua estréia ao vivo na Zoo TV Tour em 1992, quando performances foram acompanhadas por uma dançarina do ventre no palco. O grupo continuou a executar a canção em turnês subseqüentes.

## Escrita e gravação
"Mysterious Ways" começou como um improviso de demo chamado de "Sick Puppy" que o grupo gravou no STS Studios, em Dublin, com o vocalista Bono, o guitarrista The Edge e a interferência do baixista Adam Clayton através da bateria eletrônica. A banda gostou da parte do baixo de Clayton, que se originou durante a gravação de uma versão cover da canção "Night and Day", e por um tempo, consistia um pouco mais do que uma "nota em ranhura". No entanto, a banda teve dificuldades para completar o restante da melodia da canção. Bono disse que era "uma linha do baixo em busca de uma canção", enquanto The Edge afirmou que "a chave para a canção foi encontrar maneiras para utilizar cordas por cima sem ter que mudar o baixo".
A banda estagnou no processo de produzir novas ideias fora da canção, e brevemente, o clima tenso nas sessões de gravação no Hansa Ton Studios em Berlim, cobrou seu preço. O produtor Daniel Lanois chegou nos estúdios de manhã cedo, antes da banda trabalhar em ideias que ele teve sobre a música. Quando Bono chegou nos estúdios, ele começou a cantar e contribuindo com novas ideias novas ideias nos vocais, mas este entrou em conflito com o que Lanois tinha em mente sobre a canção. Bono e Lanois frustrados, discutiram intensamente por mais de duas horas, com o engenheiro Joe O'Herlihy preocupando-se, observando que uma agressão física iria acontecer. Bono olha para trás sobre o episódio com um senso de humor: "É por isso que eu gosto tanto de Lanois. Ele se preocupa tanto com o registro que ele está fazendo do que qualquer outra banda ou artista está trabalhando em um álbum".
A canção "One", que provou ser uma descoberta nas difíceis sessões de gravação para Achtung Baby, originou-se durante a escrita de "Mysterious Ways". The Edge chamou a atenção de Lanois enquanto brincava ao redor com progressões de acordes diferentes para a ponte da canção. Encorajados por Lanois de combinar duas progressões de acordes, The Edge compôs um riff, que inspirou o resto do grupo a acompanhá-lo e improvisar uma canção nova, "One".
A banda fez progresso em "Mysterious Ways", depois que The Edge começou a experimentar com uma efeitos de guitarra em uma Korg A3; e Bono disse-lhe para usá-lo na canção. Bono disse que fez um "sobrescrito do som que se tornaria um acorde da guitarra funky com marteladas". O baterista Larry Mullen Jr. adicionou uma bateria na faixa perto do final da gravação, introduzindo "uma batida bastante ranhurada", e que "demonstrou a diferença de uma bateria eletrônica e uma bateria de verdade". Bono disse que a canção era um "U2 mais funky... Sly & the Family Stone encontra a dança Madchester". Lanois forneceu a percussão adicional, tocando a conga. "Mysterious Ways" e a faixa que inspirou "One", foram as duas únicas canções que foram concluídas principalmente no Hansa Studios antes das sessões do álbum mudar-se para Dublin, em 1991. Assim como eles fizeram por outras canções de Achtung Baby, o U2 continuou a trabalhar em "Mysterious Ways" até o prazo final de gravação, acrescentando uma guitarra overdub após a mixagem já estar concluída.
Diferentes versos foram escritos, mas The Edge preconizava aqueles com uma "canção de ninar", como o verso: "Johnny, take a walk with your sister the moon, Let her pale light in, to fill up your room" ("Johnny dê um passeio com sua irmã a lua, Deixe sua luz pálida entrar, para encher seu quarto"). Ele também compôs o refrão: "It's alright, it's alright, it's alright" ("Tudo bem, tudo bem, tudo bem"), querendo provar um ponto, uma vez que antes, nenhuma música do U2 continha o verso.

## Composição
"Mysterious Ways" é tocado em um tempo de 99 batidas por minuto em um compasso de 4/4. A introdução da música, que possui o gancho bem conhecido da guitarra, consiste em "1/7 friccionada no acorde barre, um par de riscos rítmicos e duas notas" tocado em uma chave de B♭. Os versos seguem uma progressão de acordes de B♭–E♭–B♭–F.
A letra da canção são dirigidas a um homem que vive sem romance, que estava em acordo com um título proposto para o álbum, Fear of Women. A letra descreve como as mulheres, muitas vezes, aparecem e dominam os homens; Bono disse: "Às vezes, costumo idealizar as mulheres", explicando que sua esposa Ali, às vezes, reclama que ele a coloca em um pedestal. Alguns encontram interpretações religiosas para a canção. Scholar Atara Stein, em um ensaio analisando as canções do U2, descreve "Mysterious Ways" como uma das várias faixas de Achtung Baby que idealiza as mulheres e cria uma falsa ilusão delas. Stein descobriu o significado religioso no verso "She moves in mysterious ways" ("Ela anda por caminhos misteriosos") e Bono pedindo para sua esposa "Lift my days, light up my nights" ("Levanta meus dias, ilumina minhas noites"). Segundo ela, "Paradoxalmente, este processo de idealização, simultaneamente, eleva a mulher como um ídolo a ser adorado, apresentando-a como uma força potencialmente perigosa que o vocalista tem de controlar".

## Lançamento
"Mysterious Ways" foi lançado como segundo single do álbum em 24 de novembro de 1991. Nos Estados Unidos, a canção alcançou a posição de número #9 na Billboard Hot 100, tornando-se um dos singles da banda no topo das paradas americana; apenas três singles do U2 ("With or Without You", "I Still Haven't Found What I'm Looking For" e "Desire") chegaram nas posições mais elevadas. "Mysterious Ways" também ficou no topo na Alternative Songs e Hot Mainstream Rock Tracks da Billboard. Alcançou a posição de número #8 nas paradas da Holanda. "Mysterious Ways", no entanto, é uma das poucas canções da banda a não estar presente no top 10 da UK Singles Chart, onde apenas alcançou a #13 posição no Reino Unido.
Quando o single "Even Better Than the Real Thing", "The Fly", "Who's Gonna Ride Your Wild Horses" e "Mysterious Ways" são arranjados, uma foto dos integrantes da banda aparecem dirigindo um Trabant.

### Vídeo da música
O vídeo teve como tema, uma dançarina do ventre, que incluía fotos distorcidas de Bono dançando, e outras imagens místicas. Foi filmado por Stéphane Sednaoui no Marrocos.

## Recepção
| Críticas profissionais | Críticas profissionais |
| Avaliações da crítica  | Avaliações da crítica  |
| Fonte                  | Avaliação              |
| ---------------------- | ---------------------- |
| Allmusic               | [ 12 ]                 |

Após o lançamento de Achtung Baby, "Mysterious Ways" recebeu críticas positivas dos críticos musicais. A Rolling Stone afirmou que a canção é uma das faixas de destaque entre as novas músicas de influência dance, elogiando seu gancho musical "efervescente e um solo de guitarra, na qual The Edge segue com rajadas de luz como sua marca em seu insidioso riff punk". Steve Morse, da The Boston Globe, chamou-a de uma "canção de amor excepcional (...) com um refrão arrebatador", observando que, apesar dos vocais de Bono do álbum diferirem significativamente do seu estilo anterior, "Mysterious Ways" caracteriza-se pelo retorno em relação ao "seu desejo". A The New York Times elogiou a canção como a melhor faixa do álbum, comentando que "é cheio de correntes cruzadas e rítmicos distorções sombrios", citando-o como um exemplo de que a banda tinha "lições de sessões de Bo Diddley e James Brown para suas novas canções dance sincopados". A The Austin Chronicle destacou a canção como um dos três momentos do álbum, onde o U2 nunca soou melhor. Denise Sullivan, da Allmusic, elogiou "Mysterious Ways", dizendo que é "uma canção bem estruturada, como um cântico gospel" e "mantém sua ranhura profunda com ajuda de alguns riffs de guitarra, uma batida percussiva persistente, e o que soa como espontâneas rajadas vocais de Bono na tradição R&B". Em uma revisão do aniversário de 20 anos de reedição do álbum, Kit O'Toole do Seattle Post-Intelligencer, disse que "Mysterious Ways", exemplificou a evolução de soar da banda. Na sua opinião, apesar da sonoridade próspera da canção, esta partida não abala aos fãs de longa data, uma vez que mantém a cerne do U2 — estrondoso, guitarra arrebatadora, uma grande voz, e batidas poderosas. Muito simples, é um exemplo clásico de como os artistas podem alterar seu som sem comprometer suas crenças essenciais". A canção terminou empatado em #25 posição na "Lista de Melhores Singles" da crítica de pesquisa da The Village Voice.

## Performances ao vivo
"Mysterious Ways" fez sua estréia ao vivo em 29 de fevereiro de 1992 em Lakeland, Flórida, na noite de abertura da Zoo TV Tour, e foi posteriormente tocado em todos os shows da turnê. As performances da canção na Zoo TV contou com uma dançarina do ventre em palco, que iria seduzir Bono e The Edge. As etapas de 1992 caracterizou a moradora da Flórida Christina Petro como a dançarina. A coreógrafa da turnê Morleigh Steinberg assumiu o papel de iniciar a etapa Outside Broadcast; Steinberg começou a namorar The Edge durante a turnê, e os dois se casaram em 2002. Durante as apresentações, os vídeos na tela da Zoo TV exibia imagens da cabeça de Marilyn Monroe girando com fita sobre ela. As performances da turnê foi estendido a duração da versão original de estúdio da canção, com um slide de guitarra solo após o ponto da música onde termina a versão em estúdio, e uma longa introdução que incluía um interlúdio com The Edge no piano. Tanto a introdução e letra adicional de Bono, muitos dos quais foram cantados em falsete. A performance ao vivo da canção está presente no filme-concerto Zoo TV: Live from Sydney (1994)
O grupo continuou tocando "Mysterious Ways" em sua turnê seguinte, a Popmart Tour, tocando-a nos 93 concertos da turnê, e aparecendo no filme-concerto Popmart: Live from Mexico City (1998). Em 2001 na Elevation Tour, a canção foi excluída de alguns concertos, mas ainda era tocada na maioria dos shows, sendo lançada como faixa bônus do filme-concerto U2 Go Home: Live from Slane Castle. Ao longo das próximas turnês, a banda a tocou na Vertigo Tour, aparecendo no DVD Vertigo 2005: Live from Chicago (2005), no álbum ao vivo Zoo TV Live (2006), no filme-concerto U2 360° at the Rose Bowl da U2 360° Tour, estando menos presente durante esta turnê. A banda também parou de tocar um slide de guitarra solo estendida da canção ao final da U2 360° Tour, com a canção terminando com uma versão estendida; e uma versão ao vivo da canção lançada no álbum U22 (2012).